# اردیان (شاهرود)
اردیان روستایی در دهستان حومه بخش مرکزی شهرستان شاهرود استان سمنان ایران است.
وجه تسمیه: با توجه به گفته‌های بومیان، نام روستا برگرفته از واژه‌ی "آردیان" به معنی "جایی که در آن گندم را آسیاب و به آرد تبدیل میکنند" است.
نام مناطق: از مناطق اردیان میتوان سرِ زمین فوتبال، قلعه‌پایین، قلعه‌بالا، عباس‌آباد، شغال‌آباد، عسکرآباد، سرِ مزار، امام‌زاده، پاتوق، دمِ خانه مَمَلیشان، هلوکال‌استیت، کاخِ‌سفید، دمِ مچد، میدان‌مرکزی‌اردیان، اتوبان اردیان-مغان و اتوبان اردیان-نوین، جادرختِ‌توت، جو آو و... را نام‌برد.

محصولات کشاورزی: عمده‌ترین محصولات کشاورزی این روستا شامل انواع انگور اعم از بی‌دانه، لعل، شاهرودی، عسگری، سیاه و ...، زردآلو، آلو، توت سفید، شاتوت، گیلاس، آلبالو، شِنگی، محصولات جالیزی همچون خیار، گوجه، هندوانه و خربزه و ... میشوند.

## جمعیت
بر پایه سرشماری عمومی نفوس و مسکن در سال ۱۳۹۵ جمعیت این روستا ۴۰۵ نفر (۱۳۶خانوار) بوده‌است.